# Bloc per Palma

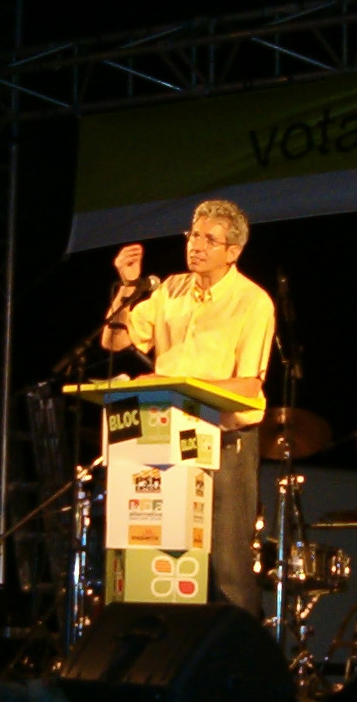
Eberhard Grosske, cabeza de lista del Bloc per Palma en las elecciones municipales de 2007, interviene durante la fiesta de clausura de la campaña electoral (25 de mayo de 2007).

Bloc per Palma (Bloque por Palma) fue una coalición electoral formada en las Islas Baleares por el Partit Socialista de Mallorca - Entesa Nacionalista, Esquerra Unida de Mallorca, Els Verds de Mallorca y la sección local de Esquerra Republicana de Catalunya en las Islas Baleares para concurrir a las elecciones municipales del año 2007 presentando una candidatura unitaria a la alcaldía de la ciudad de Palma de Mallorca. El cabeza de lista de la coalición fue Eberhard Grosske (Esquerra Unida de Mallorca). El Bloc per Palma obtuvo en las elecciones municipales de 27 de mayo de 2007 12.887 votos (9,08 % del total) y 2 concejales: Eberhard Grosske (Esquerra Unida de Mallorca) y Nanda Ramon (Partit Socialista de Mallorca - Entesa Nacionalista).
Tras las elecciones municipales de 2007, el Bloc per Palma cerró un acuerdo de gobernabilidad con el PSOE y Unió Mallorquina. Gracias a este acuerdo, Aina Calvo (PSOE) fue elegida nueva alcaldesa de Palma en sustitución de Catalina Cirer (PP). Una vez constituido el gobierno municipal, el Bloc per Palma asumió el gobierno de tres concejalías: Eberhard Grosske (Esquerra Unida de Mallorca) fue nombrado concejal responsable de una nueva concejalía que incluye Dinamización Ciudadana y Servicios Sociales; Nanda Ramon (Partit Socialista de Mallorca - Entesa Nacionalista), por su parte, asumió la concejalía de Cultura y Patrimonio; José Manuel Gómez (Els Verds de Mallorca), el número tres de la candidatura del Bloc per Palma, fue nombrado concejal ejecutivo encargándose del área de Vivienda.
- Datos: Q11680244